# Lycoriella kumasiensis
Lycoriella kumasiensis är en tvåvingeart som beskrevs av Hans-Georg Rudzinski 1997. Lycoriella kumasiensis ingår i släktet Lycoriella och familjen sorgmyggor. Inga underarter finns listade i Catalogue of Life.